# SN 2006gq
SN 2006gq – supernowa typu II odkryta 17 września 2006 roku w galaktyce A014512+0021. W momencie odkrycia miała maksymalną jasność 20,20m.